# Nadifa Mohamed
Nadifa Mohamed, född 1981 i Hargeisa i Somalia, är en brittisk författare av somalisk härkomst. 1986 flyttade hon med sin familj till London, och de blev kvar där på grund av inbördeskriget i hemlandet. 
Hennes debutroman Black Mamba Boy (2009) är en halvt biografisk berättelse om hennes pappas liv i Jemen på 1930- och 1940-talen. Romanen mottogs väl, och vann henne Betty Trask Award 2010. Hon nominerades för en rad andra priser samma år, bland andra Guardian First Book Award, Dylan Thomas Prize, John Llewellyn Rhys Prize och Orange Prize for Fiction.
2013 publicerades hennes andra roman, The Orchard of Lost Souls, som gavs ut på svenska under titeln Förlorade själar.